# Nicolas Mignard
Pour les articles homonymes, voir Mignard.
Nicolas Mignard, dit Mignard d'Avignon, baptisé le 7 février 1606 à l'église de la Madeleine de Troyes et mort à Paris le 20 mai 1668, est un peintre baroque et graveur français.
Il est le frère de Pierre Mignard dit « Mignard le Romain », et le père de Pierre II Mignard, dit « le chevalier Mignard » et de Paul Mignard.

## Biographie
Il naît à Troyes, petit-fils de Pantaléon Mignard, marchand armurier, et fils de Pierre Mignard, chapelier, et de Marie Gallois.
Il fait ses études dans sa ville natale avec un peintre dont le nom n'est pas connu avec certitude, mais que l'on pense être Simon Vouet.
De 1635 à 1637, il passe deux années à Rome en Italie, avec son frère Pierre, copiant les peintres Carrache et l'Albane. Mais amoureux d'une avignonnaise rencontrée durant son voyage deux ans plus tôt, il revient se marier et se fixer à Avignon. Il y restera plus de vingt ans, et c'est pourquoi on le surnommera plus tard « Mignard d'Avignon » pour le distinguer de son frère Pierre, dit « Mignard le Romain ». Il peint pour les notables et les couvents de la région (entre autres, pour un amateur, les Amours de Théagène et de Chariclêe).
Ayant hérité de son beau-père l'un des deux principaux jeux de paume d'Avignon, il installe son atelier en haut d'un bâtiment jouxtant la salle. C'est ainsi que, au début des années 1650, il fait la connaissance de Molière, dont la troupe jouait dans la salle du jeu de paume (comme toutes les autres troupes itinérantes) lorsqu'elle était de passage à Avignon. Leur intimité devint assez grande pour qu'il décide de peindre son portrait en personnage de théâtre (César dans La Mort de Pompée de Pierre Corneille), ce qu'il n'a pas fait pour les autres membres de la troupe. Deux exemplaires strictement identiques de ce portrait sont sortis de l'atelier de Nicolas Mignard : l'un est conservé à la Comédie-Française, l'autre au musée Carnavalet.
À l'automne 1657, son frère Pierre, invité par Mazarin et le jeune roi Louis XIV à venir résider à Paris après plus de vingt ans passés en Italie, s'arrête de longues semaines chez lui à Avignon et devient à son tour l'ami de Molière, dont il peint lui aussi le portrait. L'installation de Pierre à Paris en 1658 et son succès auprès de toute la Cour transforme le destin de Nicolas : il est à son tour appelé à Paris par Mazarin en 1660, et il est entre autres chargé par Louis XIV de décorer plusieurs appartements du rez-de-chaussée des Tuileries.
Il est reçu à l'Académie royale de peinture et de sculpture le 3 mars 1663 et en devient professeur puis recteur.
Il laisse cinq planches gravées d'après les peintures faites par Annibal Carrache pour la galerie Farnèse.

## Famille
- Pantaléon Mignard, marchand armurier[4]. L'anecdote selon laquelle Pierre Mignard aurait été un officier anglais, au service du futur Henri IV, du nom de Pierre More qui aurait changé son nom en Mignard vient de l'abbé de Monville[5], qui écrivait sous la dictée de la Comtesse de Feuquière. Cette prétendue filiation est reconnue depuis longtemps comme infondée.
  - Pierre Mignard, chapelier, marié à Marie Gallois[6].
    - Nicolas Mignard (1606-1668) dit Mignard d'Avignon, marié avec Marguerite Apvril
      - Pierre Mignard (1640-1725), dit le chevalier Mignard, marié avec Dorothée Dupont
      - Paul Mignard (1641-1691), peintre, marié avec Marie-Madeleine Chenard - A son décès, ses enfants furent recueillis à Avignon par son frère Pierre II
        - Pierre Mignard (1674-1734), marié avec Catherine Mauche
          - Pierre-François Mignard (1728-1801), peintre, marié à Marie-Rose-Esprite Naveau
            - Marie-Rose Mignard (1754-1824), mariée avec Monyer de Prilly
              - Marie-Joseph-François-Victor Monyer de Prilly (1775 - 1860), évêque de Châlons en Champagne

        - Noël-Paul Mignard (1678-1731), peintre ?, marié avec Anne-Marie Fuzet-Imbert
          - Pierre-Paul Mignard (1717-1739) marié avec Marie-Barbe Susterre

    - Pierre Mignard (1612-1695)[7], dit Mignard le Romain, marié fin 1656 avec Anna Avolara, fille Juan Carlo Avolara, architecte romain[8], avant que le roi lui ordonne de revenir en France.
      - Charles Mignard, gentilhomme de Monsieur, mort sans descendance,
      - Pierre Mignard, entré dans l'ordre des Mathurins,
      - Pierre-Rodolphe Mignard, peintre, marié à Marie de Beauchâteau
        - Gabriel Mignard (1700- )
        - Anselme-Rodolphe Mignard (1704- )

      - Catherine Mignard (1657-1742), mariée en 1696 avec Jules de Pas (vers 1661-1741), comte de Feuquières, colonel du régiment de Feuquières, lieutenant général au gouvernement, province et évêché de Toul[9].

## Œuvres

### Œuvres dans les églises
- Aix-en-Provence : 
  - Église Saint-Jean-de-Malte : La Vierge du Carmel[10]
  - Église Sainte-Madeleine : La Nativité[11]
- Apt : Cathédrale Sainte-Anne : La Sainte Famille et Sainte Anne[12]
- Avignon :
  - Collégiale Saint-Agricol : Piétà (d'après le Carrache), Adoration des bergers[13]
  - Basilique Saint-Pierre : Sainte Barbe et Sainte Marguerite adorant le saint sacrement[14]
  - Chapelle des Pénitents noirs : Christ en croix, Saint Jean-Baptiste décapité, L'Assomption, La Visitation[15]
  - Chapelle des Pénitents gris : Vierge à l'Enfant, Saint Benoît, Saint Ignace
- Carcassonne: Église Saint-Vincent : Christ en croix entre la Vierge et saint Jean

- Carpentras : Cathédrale Saint-Siffrein : La Vierge, Saint Bernard, Saint Louis, Sainte Hélène et Sainte Madeleine[16]
- Cavaillon, Cathédrale Saint-Véran : L'Annonciation[17], L'Adoration des bergers[18], L'Éducation de la Vierge avec sainte Marguerite et saint Blaise de Sébaste[19], Noli me tangere[20]
- Châteaurenard de Provence : Saint Éloi et le Miracle du pied de cheval coupé
- Narbonne : église Saint-Sébastien : Le Couronnement de sainte Thérèse par le Christ[21]
- Sisteron : Cathédrale Notre-dame : La Sainte Famille[22]
- Tarascon : Église Sainte-Marthe : L'Assomption[23], Arrivée du Christ à Béthanie[24]
- Visan : église paroissiale Saint-Pierre : Vierge des sept douleurs[25]
- Viviers : Cathédrale Saint-Vincent : L'Annonciation[26]

Œuvres dans les églises
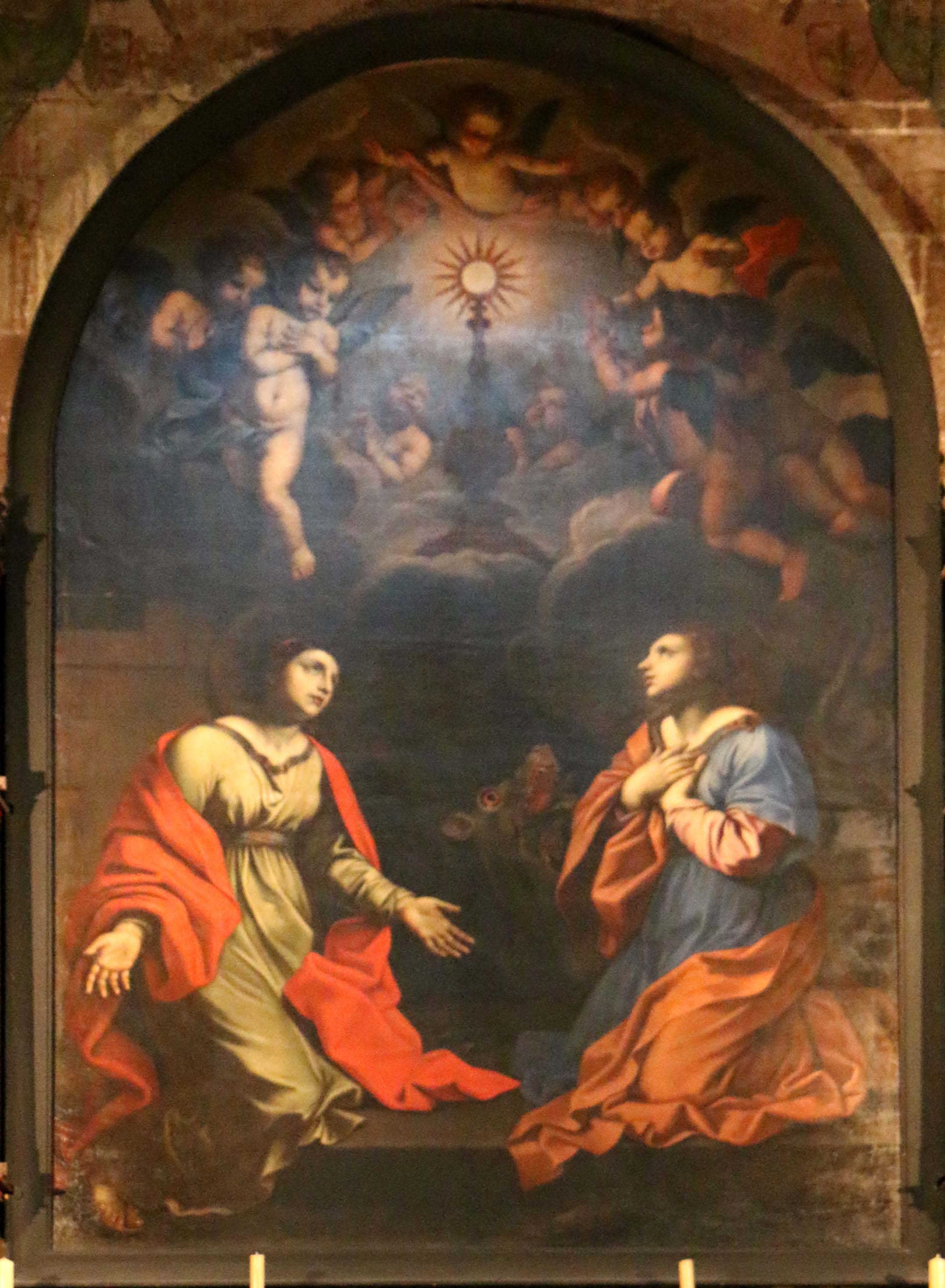
Sainte Barbe et Sainte Marguerite adorant le saint sacrement, basilique Saint-Pierre d'Avignon.
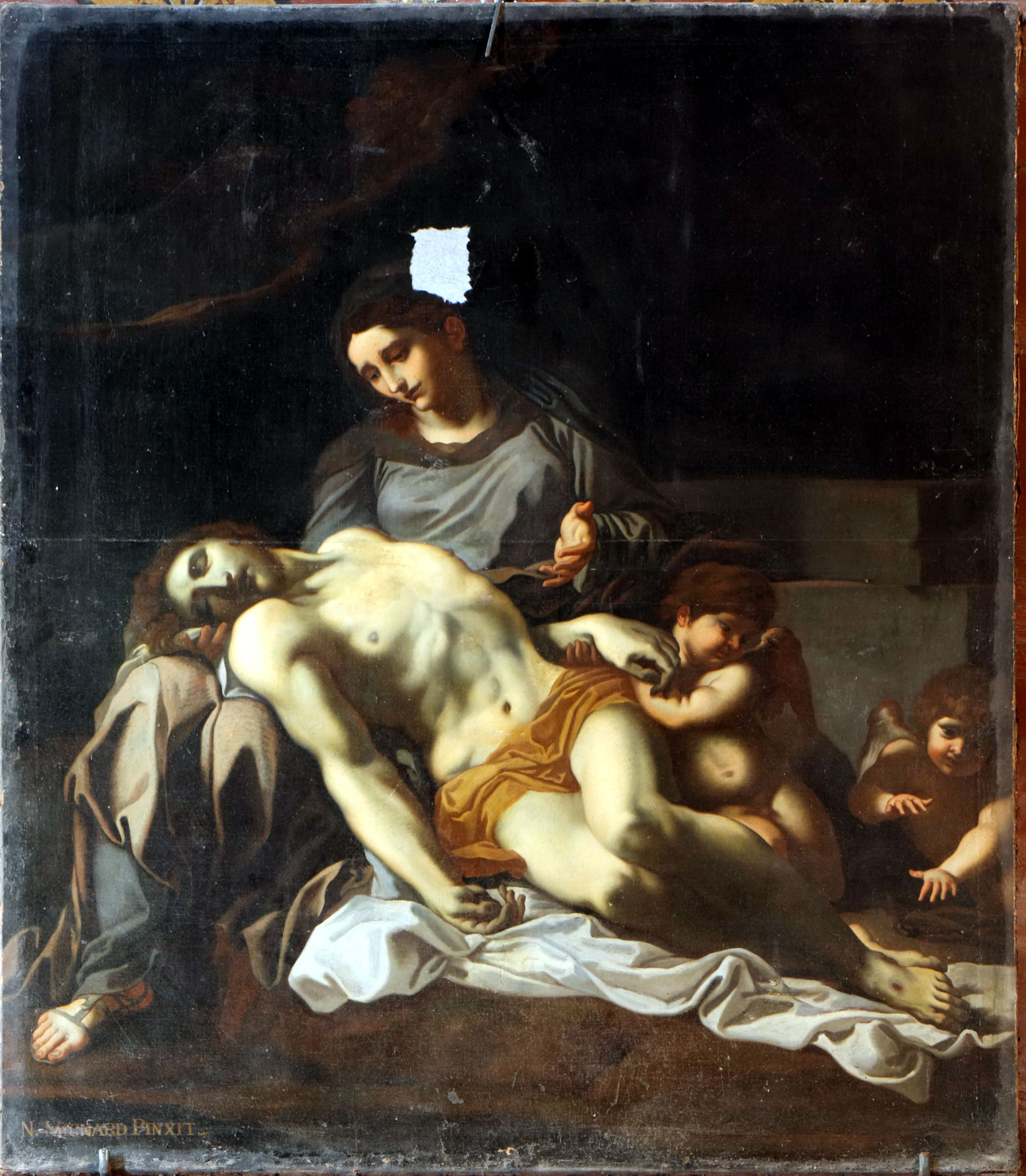
Pietà, d’après le Carrache, Collégiale Saint-Agricol d'Avignon.
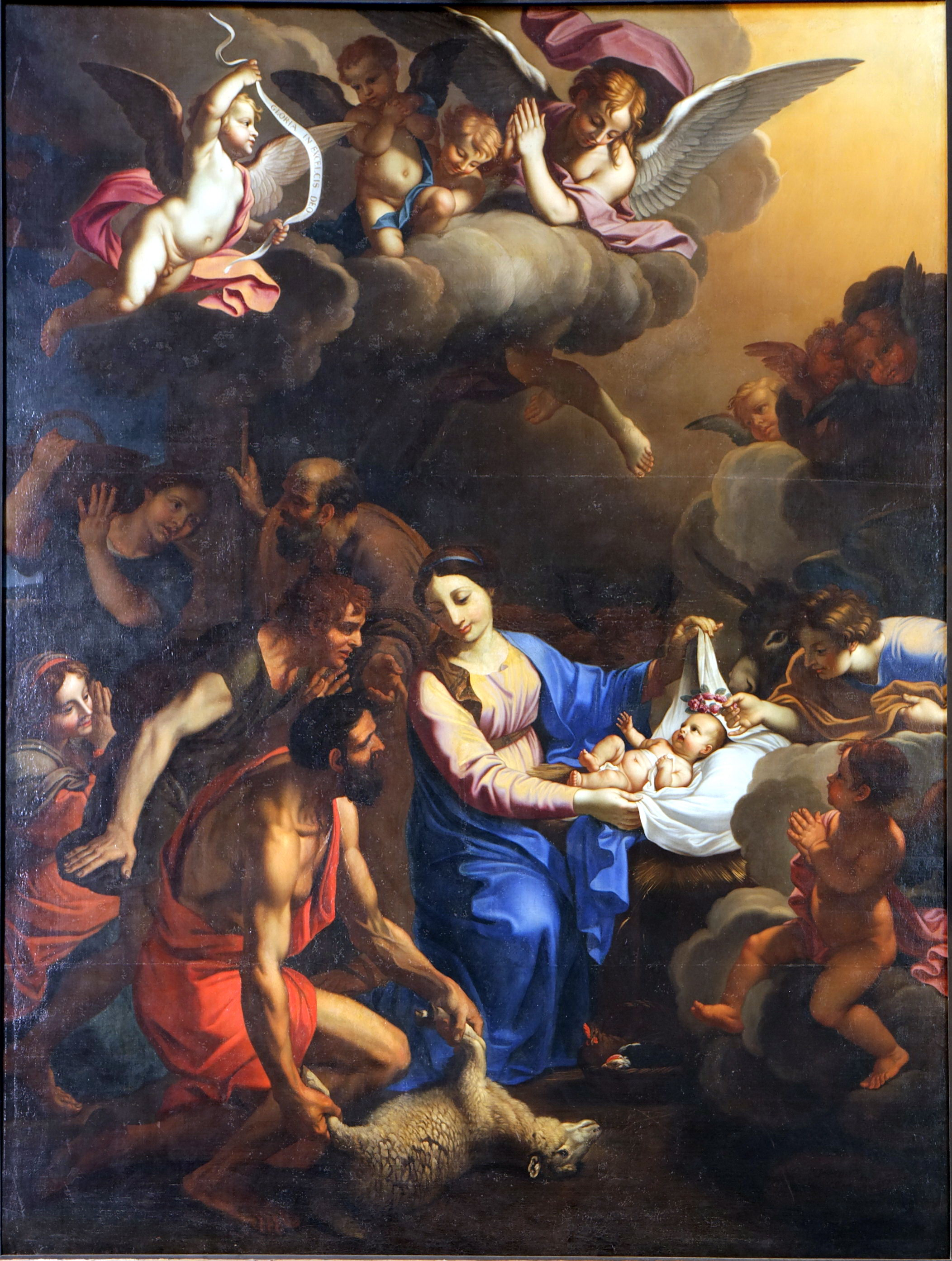
L’Adoration des bergers, Collégiale Saint-Agricol d'Avignon.
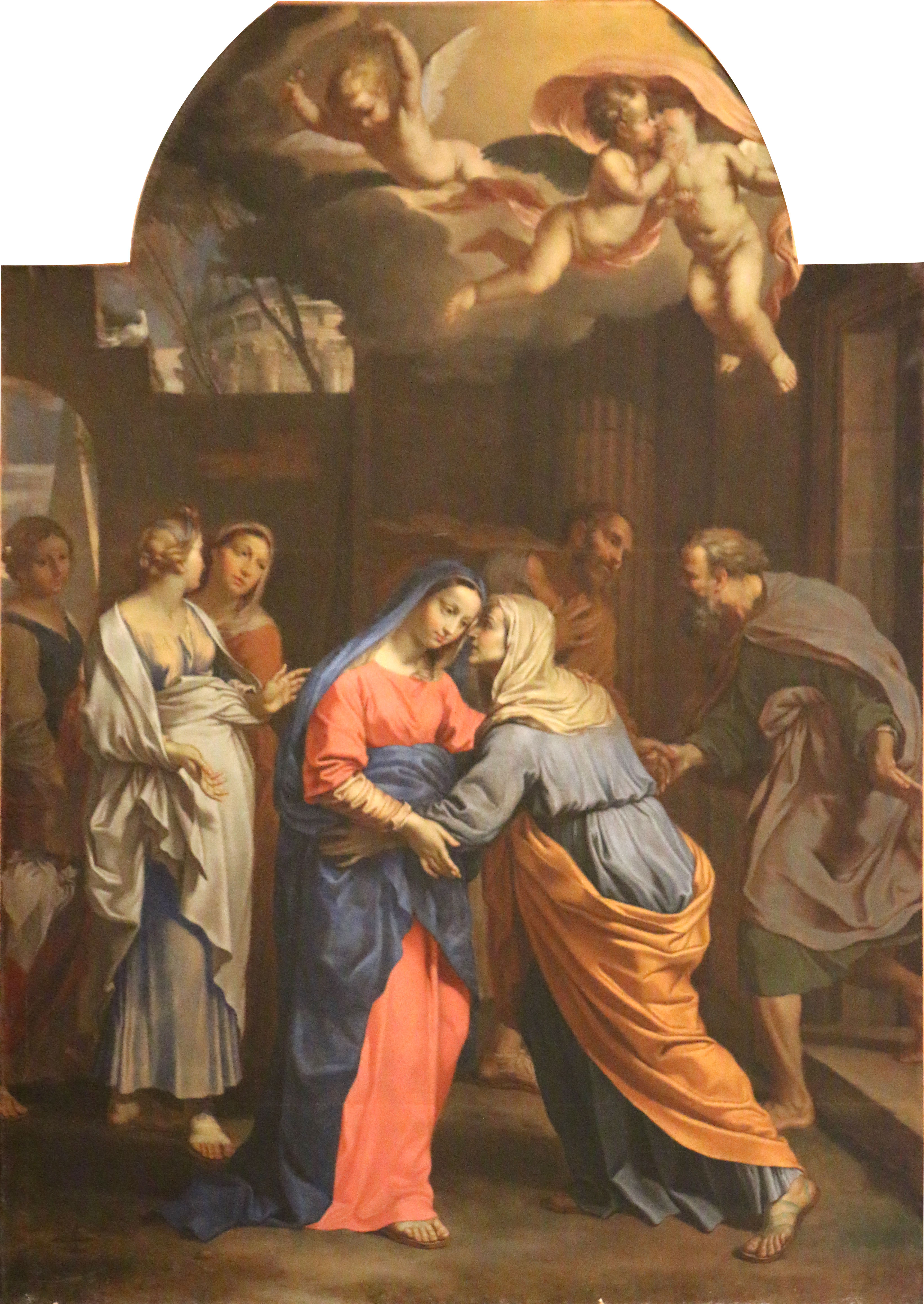
La Visitation, Avignon, chapelle des pénitents noirs.
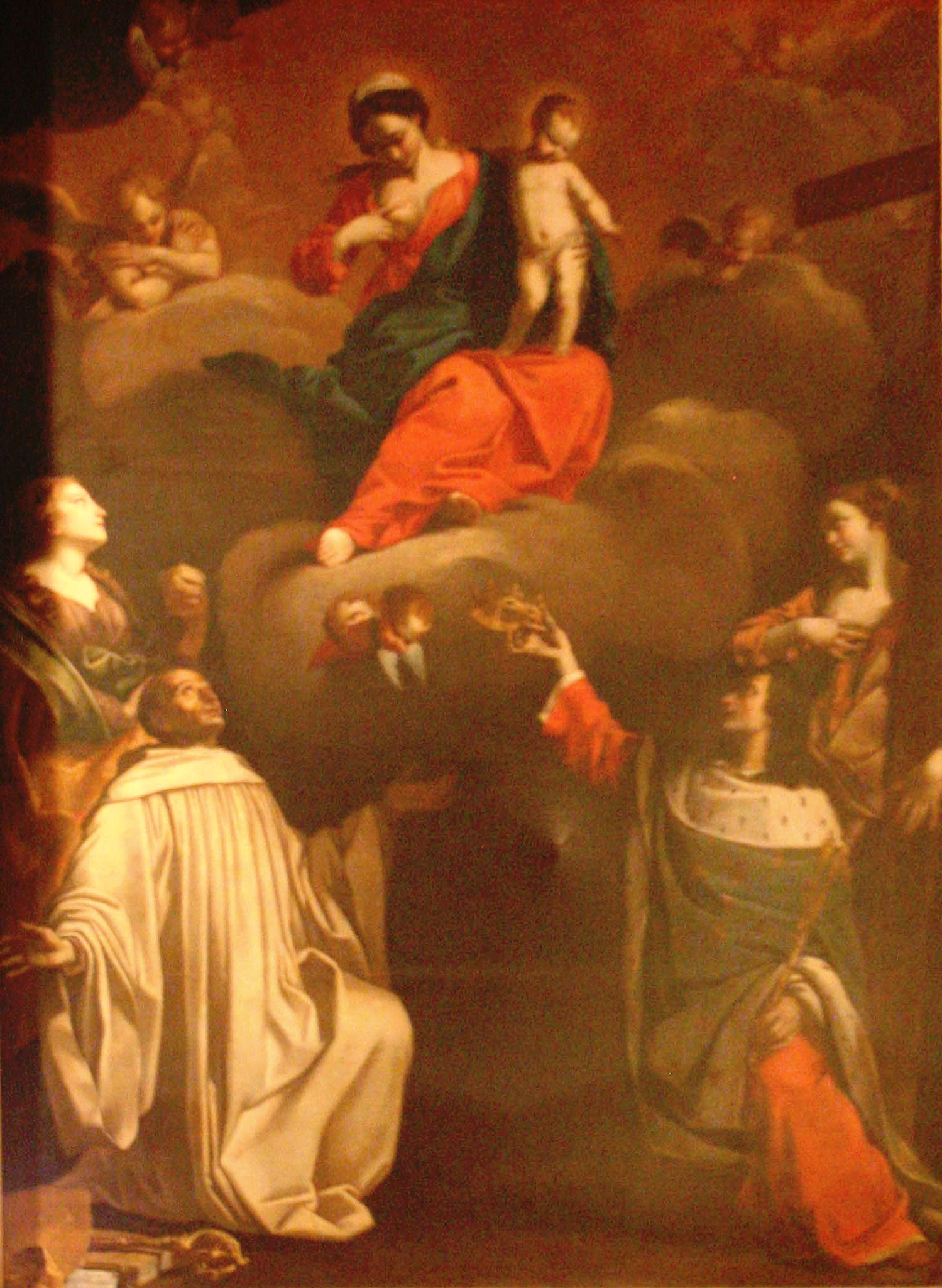
La Vierge, Saint Bernard, Saint Louis, Sainte hélène et Sainte Madeleine, cathédrale Saint-Siffrein de Carpentras.
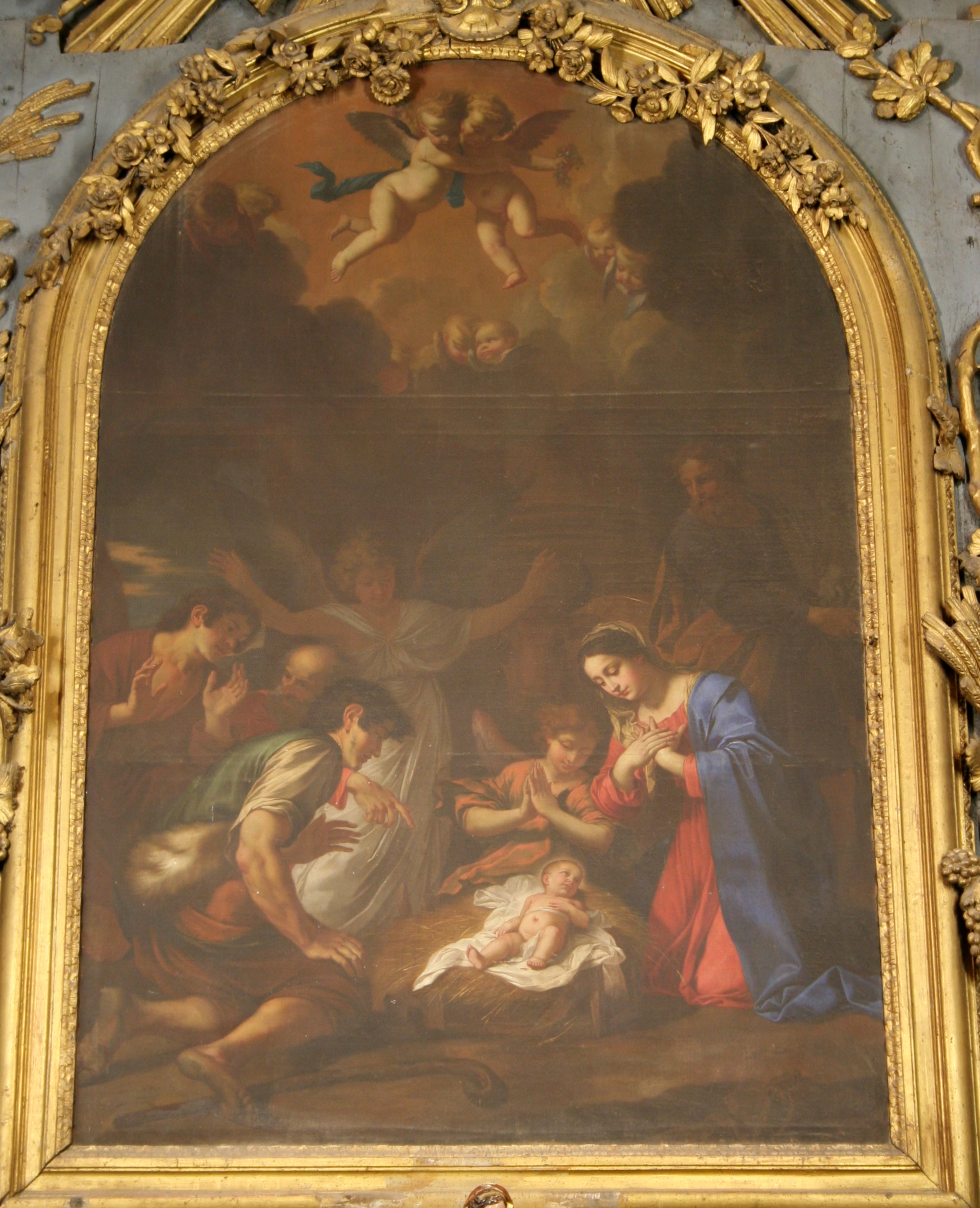
La Nativité, cathédrale Notre-Dame-et-Saint-Véran de Cavaillon.
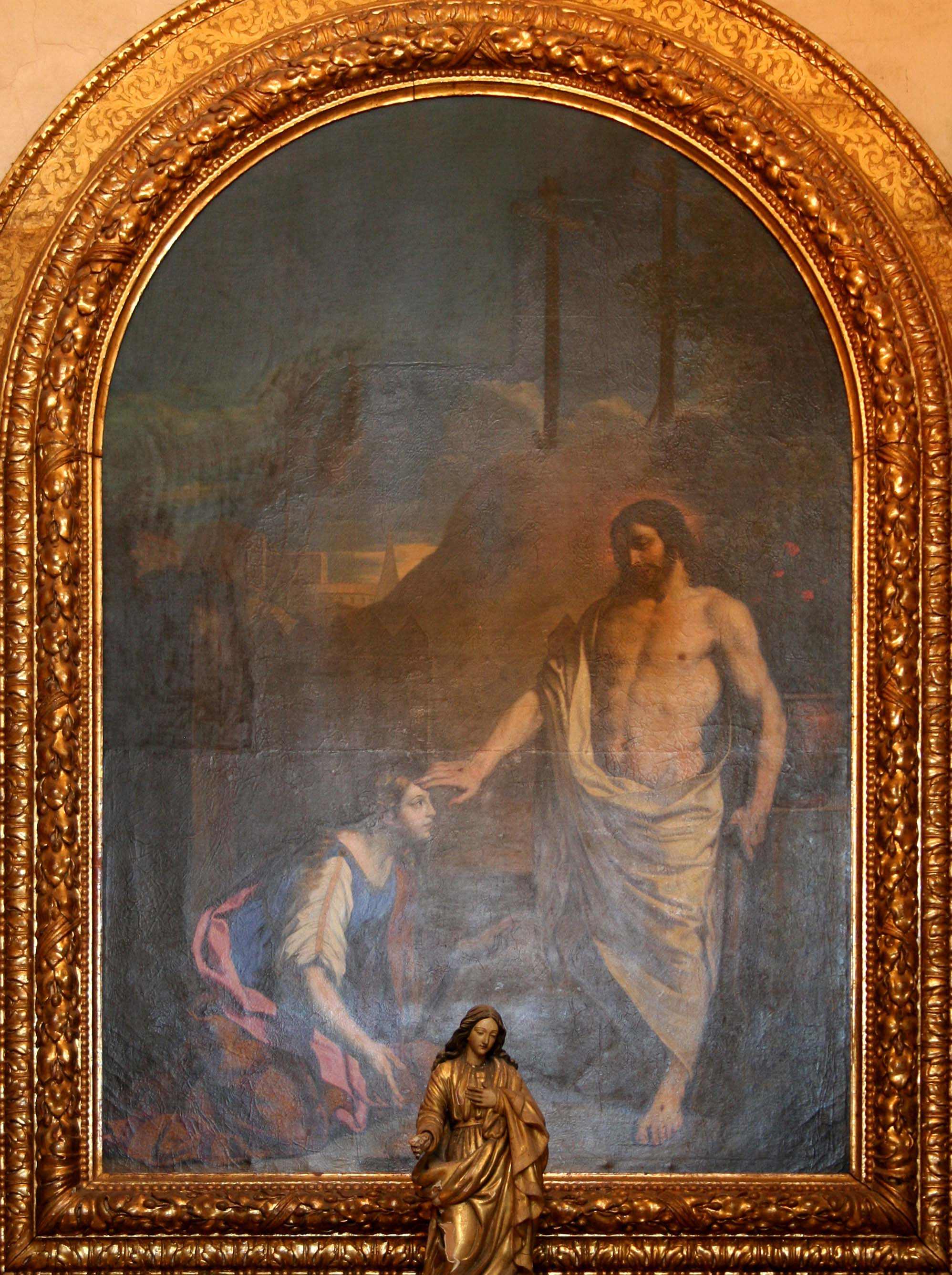
Noli me tangere, cathédrale Notre-Dame-et-Saint-Véran de Cavaillon
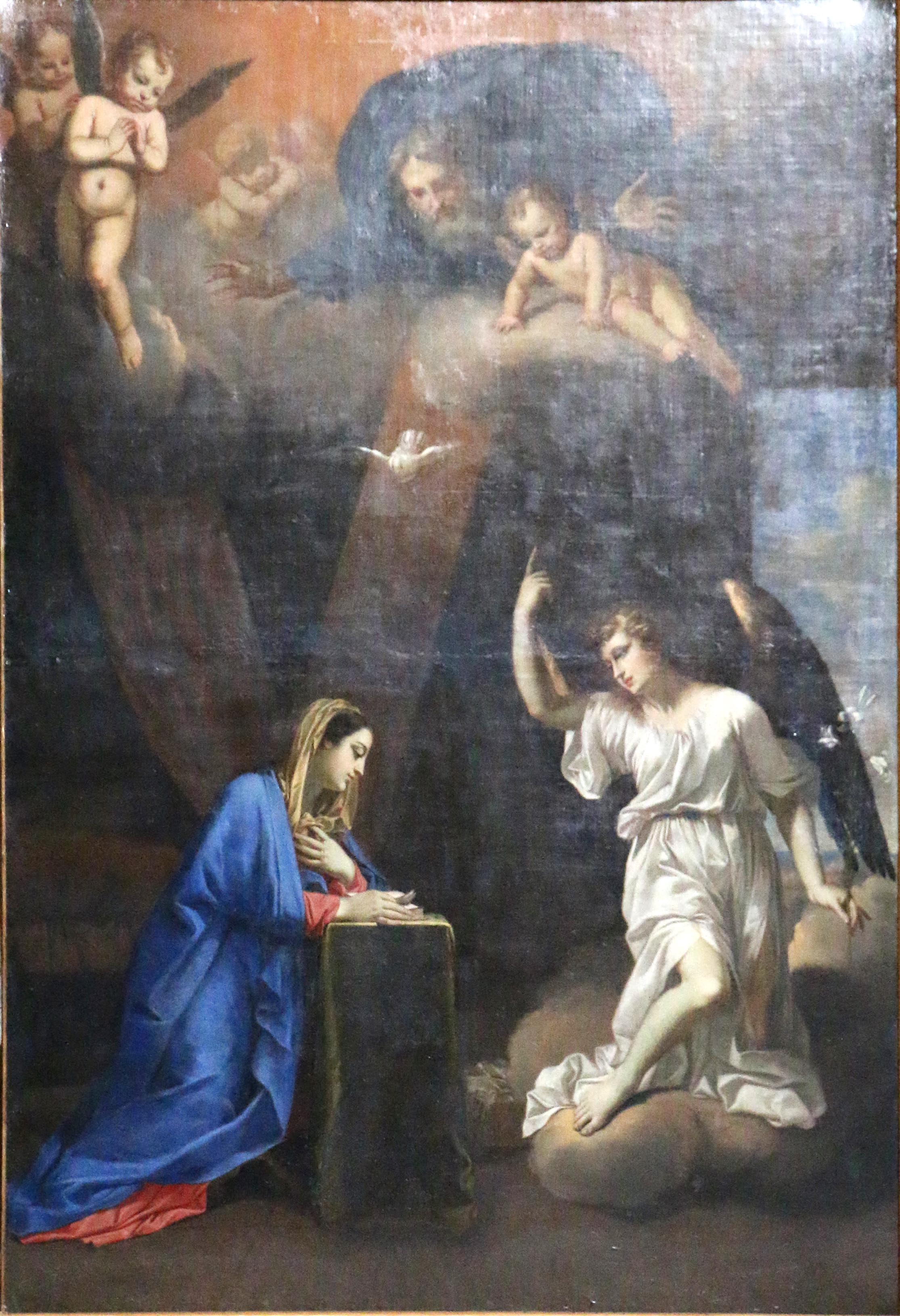
L'Annonciation, cathédrale Saint-Vincent de Viviers.

### Œuvres dans les musées
- Avignon : 
  - musée lapidaire : Persée tranchant le tête de la gorgone Méduse, Ulysse, attaché au mât de son navire, brave le champ des sirènes
  - Musée Calvet : Autoportrait[27], La Pietà[28], Le vice-légat Frédéric Sforza place la ville d'Avignon sous la protection de saint Pierre de Luxembourg[29], Saint Bruno en prière dans le désert[30], La Vierge remettant le scapulaire à saint Simon Stock[31]
- Lille : Palais des beaux-arts : Le Jugement de Midas[32]
- Marseille, musée des beaux-arts : Vierge à l'Enfant
- Orléans, musée des Beaux-Arts: Portrait de Mademoiselle de Sévigné future Madame de Grignan, huile sur toile, 84 x 67 cm (disparu durant la Seconde Guerre mondiale)[33].
- Paris, musée Carnavalet : Molière dans le rôle de César[34]
- Paris, musée du Louvre : L'Enlèvement de Proserpine, 1651, huile sur toile, 116 × 141 cm[3],
- Paris, Beaux-Arts de Paris, Hercule appuyé sur le bras gauche, pierre noire et craie, 56,9 × 37,2 cm[35],[36]
- Troyes : musée des beaux-arts : Le Christ en croix[37]
- Villeneuve-lès-Avignon, musée Pierre-de-Luxembourg : Le Mariage mystique de sainte Catherine[38], Sainte Anne, la Vierge et un chartreux dans un paysage[39], Jésus au temple, L'Annonciation avec saint Charles Borromée
- Musée d'art de Dallas (États-Unis) : Le Berger Faustulus amenant Romulus et Remus à sa femme
- Minneapolis Institute of Arts (États-Unis) : Vénus et Adonis[40]
- Tokyo, musée d'art Fuji : Renaud et Armide[41]
- Hôtel d'Agar, Cavaillon : La Marquise de Ganges, Marie-Madeleine en extase

Œuvres religieuses dans les musées
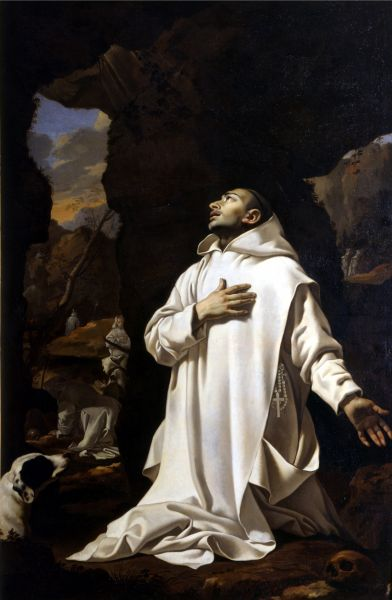
Saint Bruno en prière dans le désert, Avignon, musée Calvet.
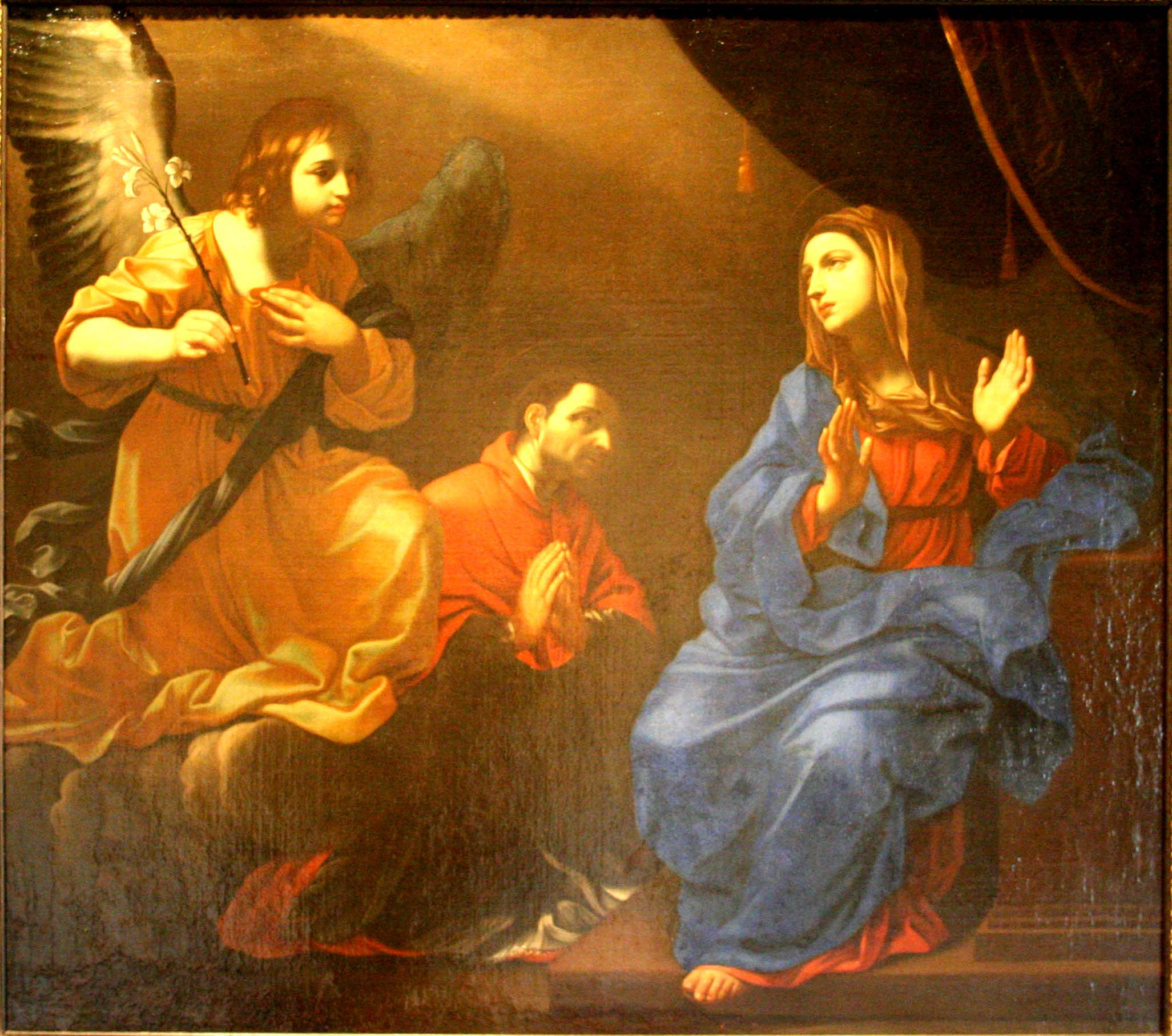
L'Annonciation et saint Charles Borromée, Villeneuve-lès-Avignon, musée Pierre-de-Luxembourg.
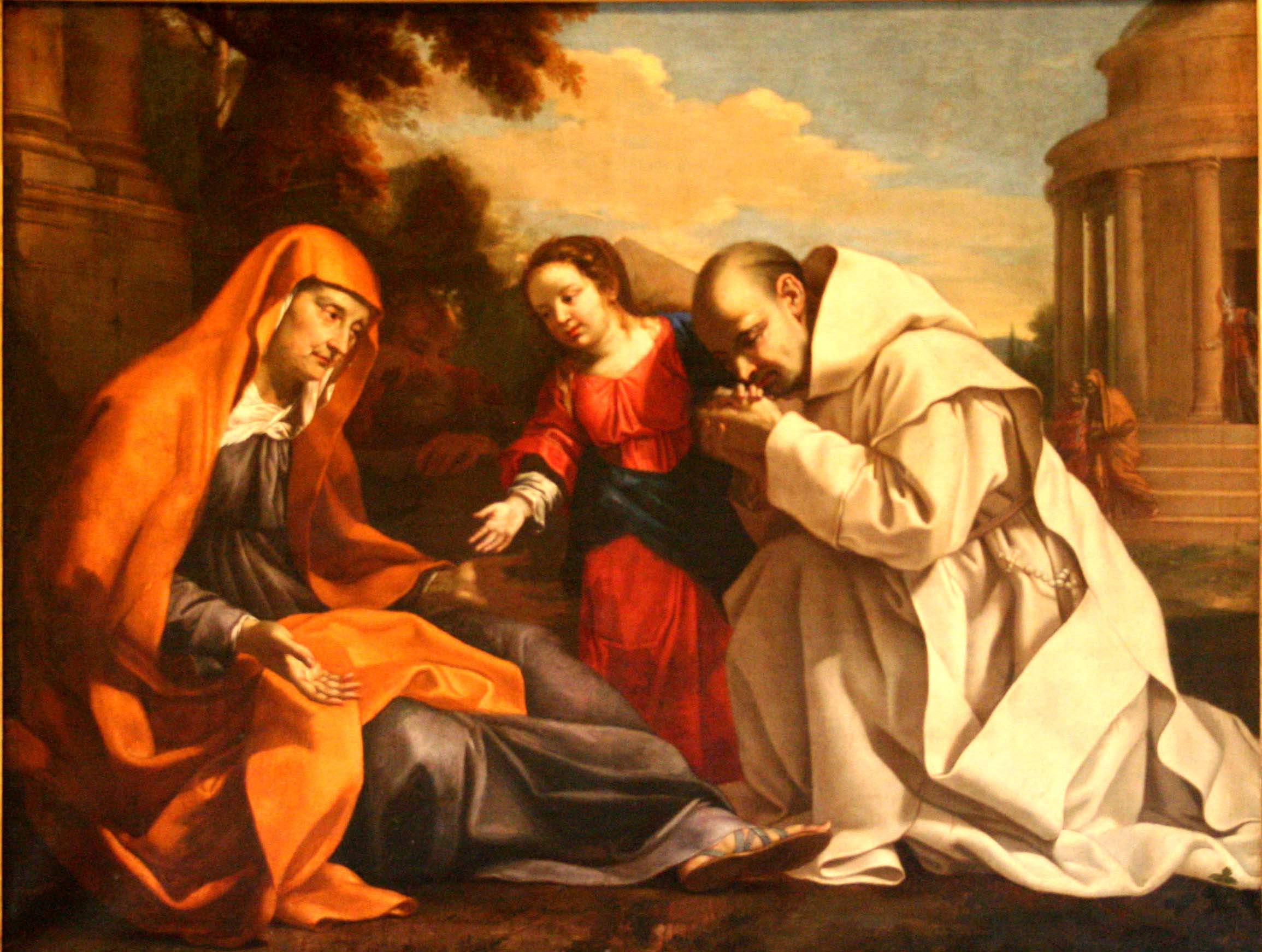
Sainte Anne, la Vierge et un chartreux, Villeneuve-lès-Avignon, musée Pierre-de-Luxembourg.
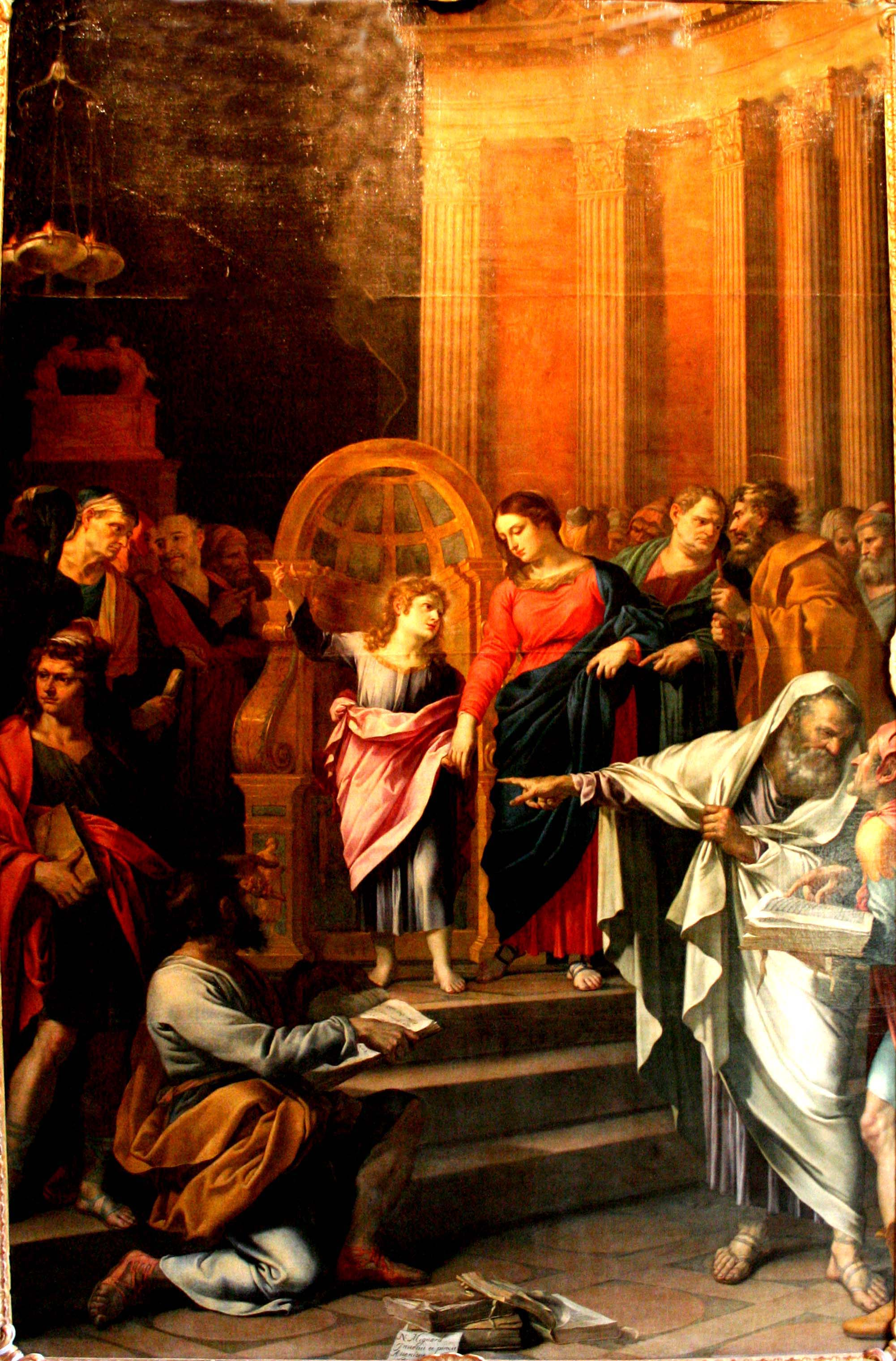
Jésus au temple, Villeneuve-lès-Avignon, musée Pierre-de-Luxembourg.
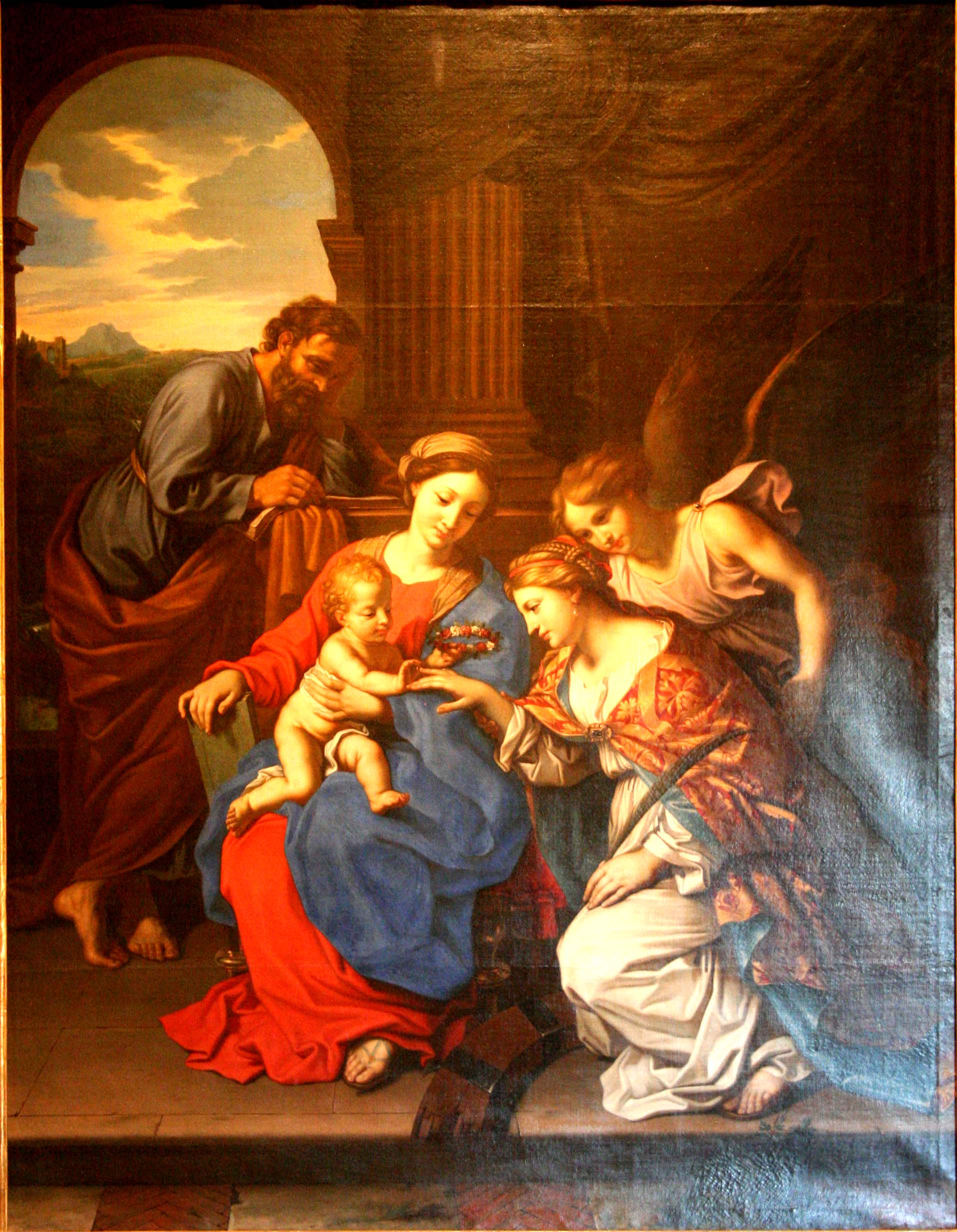
Le Mariage mystique de sainte Catherine, Villeneuve-lès-Avignon, musée Pierre-de-Luxembourg.

Œuvres mythologiques et diverses dans les musées
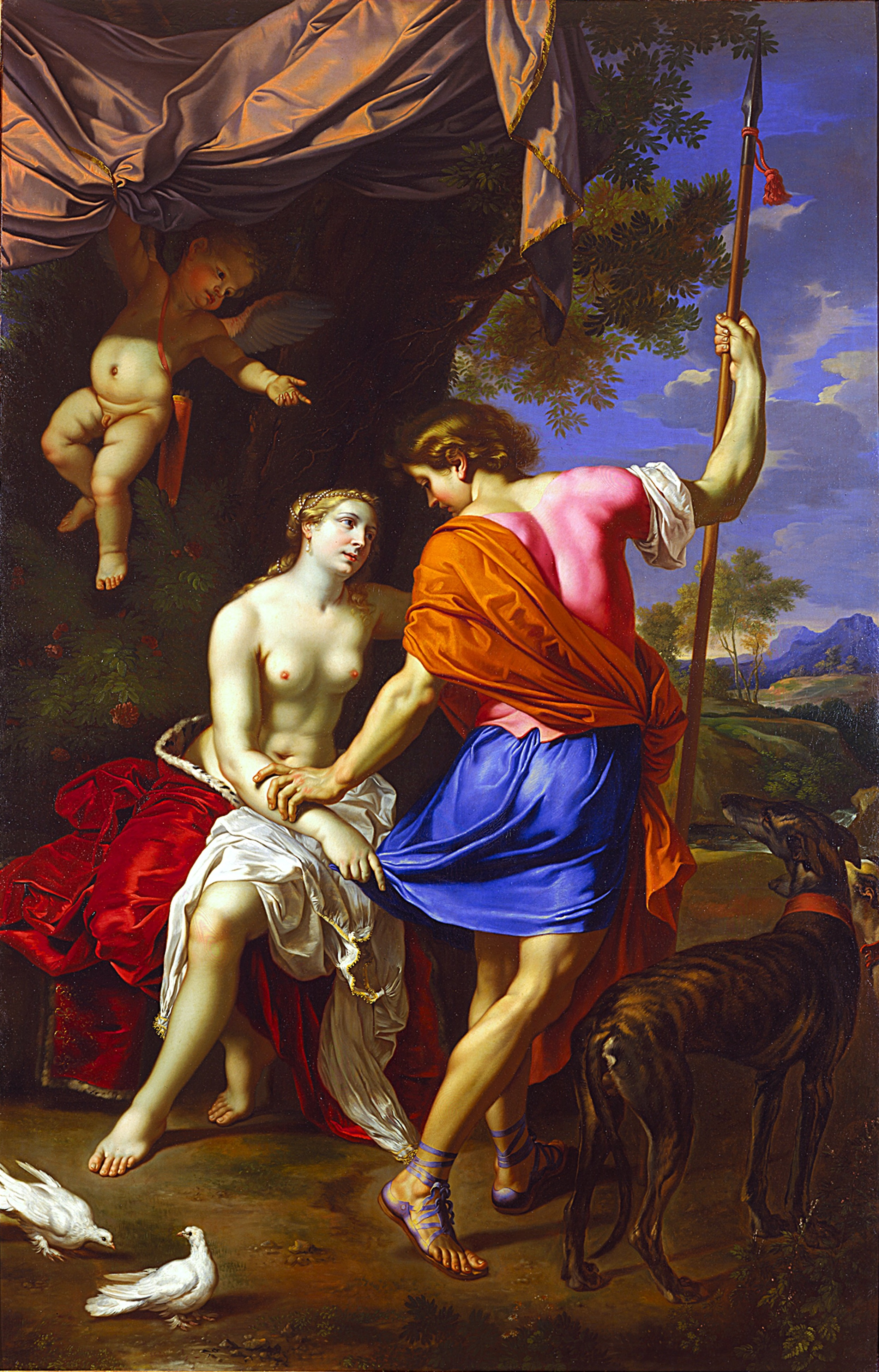
Vénus et Adonis, Minneapolis Institute of Arts.
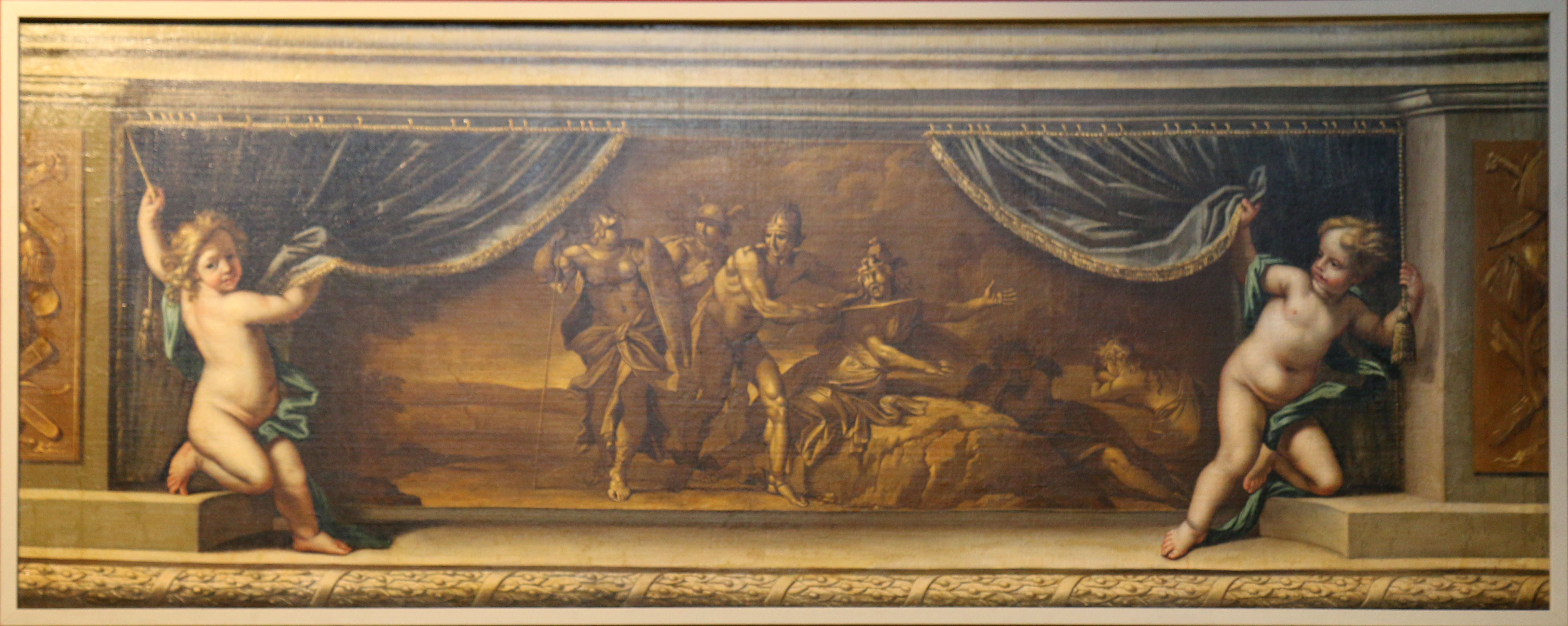
Persée tranchant la tête de la gorgone Méduse, musée lapidaire d'Avignon.
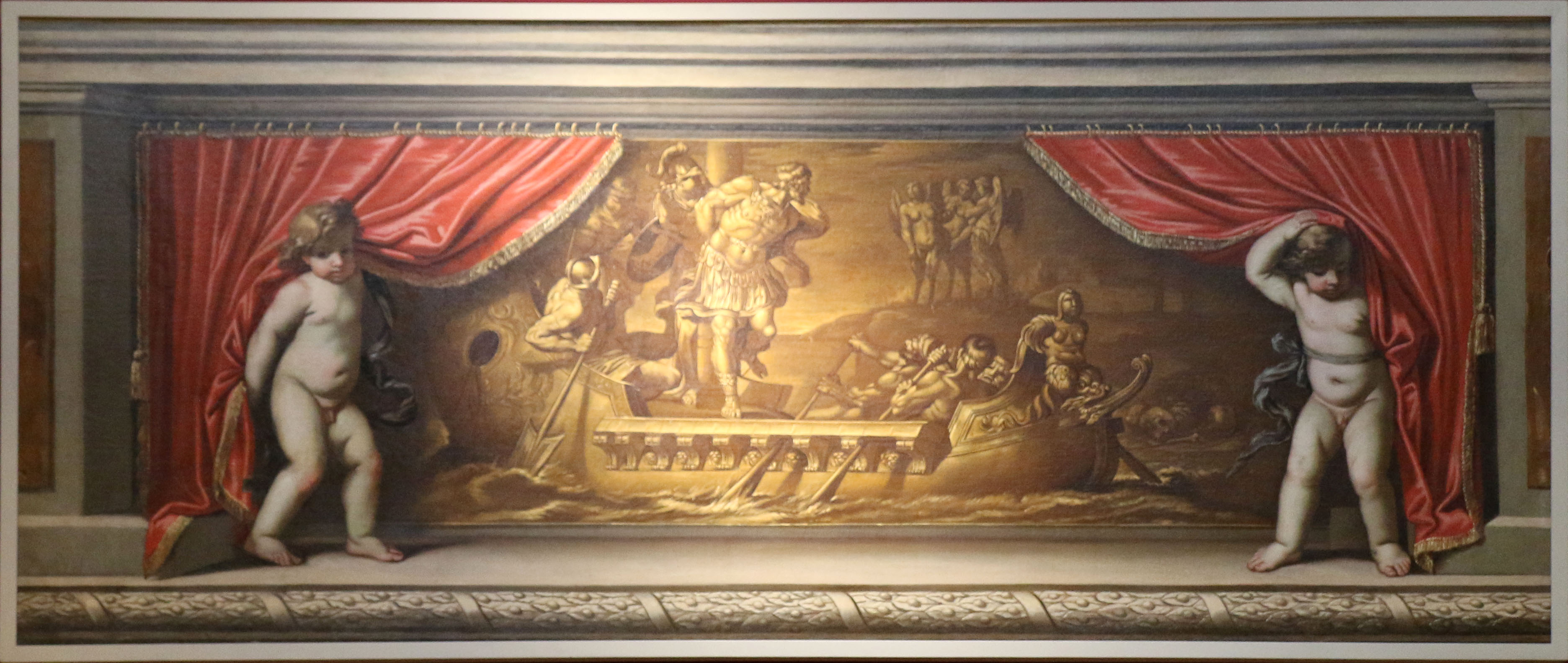
Ulysse, attaché au mât de son navire, brave le chant des sirènes, musée lapidaire d'Avignon.
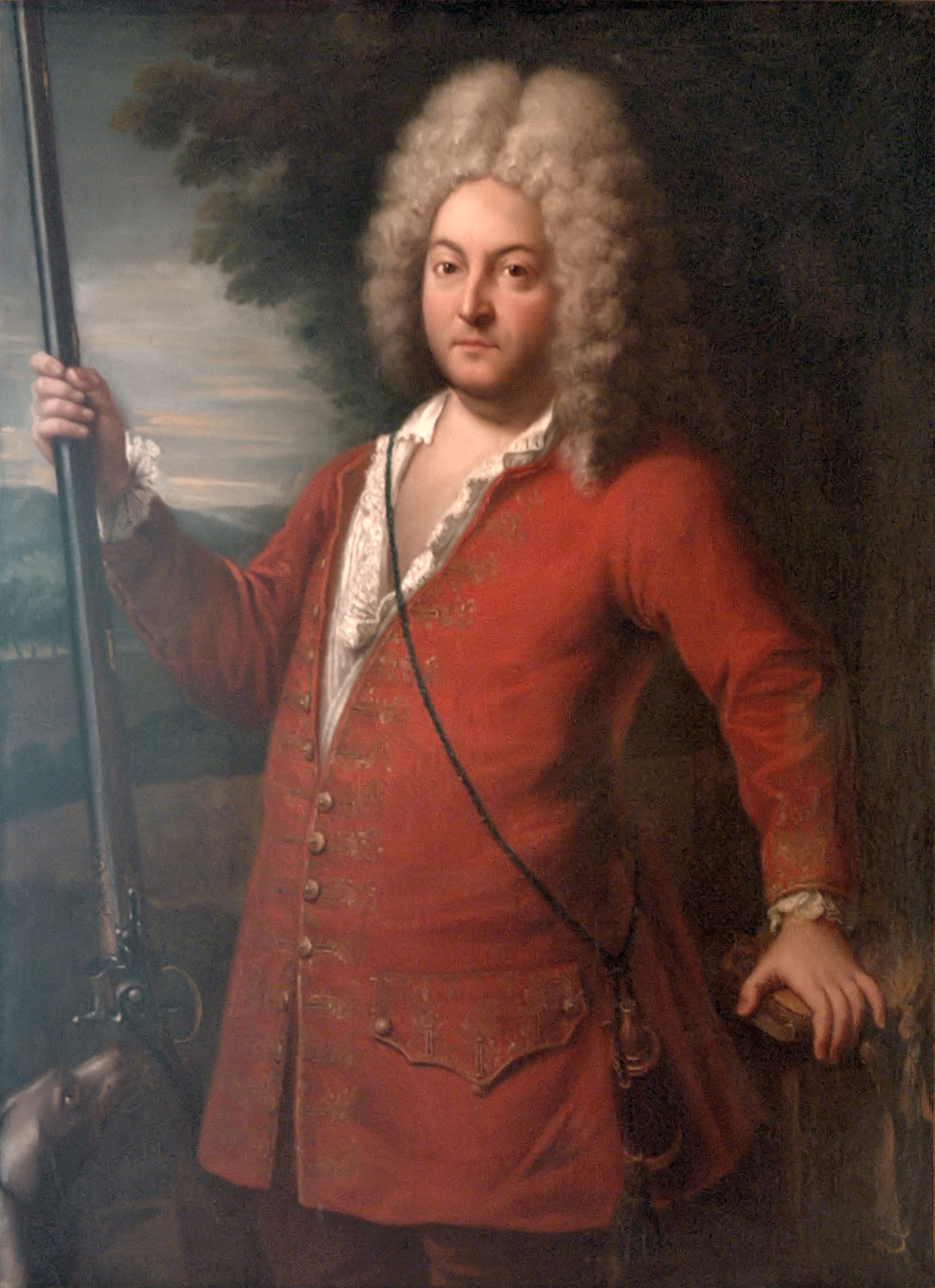
Portrait de Samuel Bernard, château de Chenonceau.
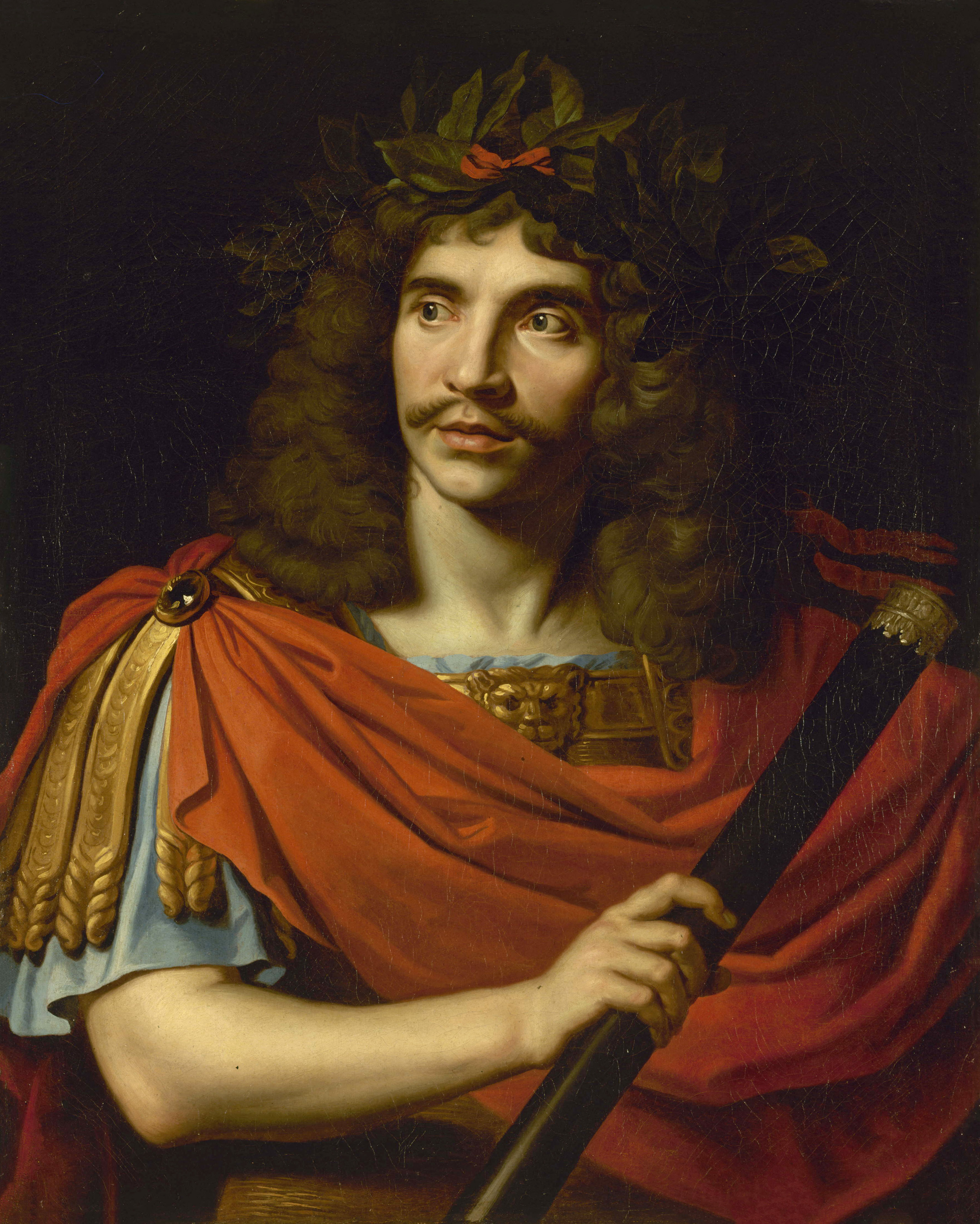
Portrait de Molière, Paris, musée Carnavalet.

Dessins preparatoires
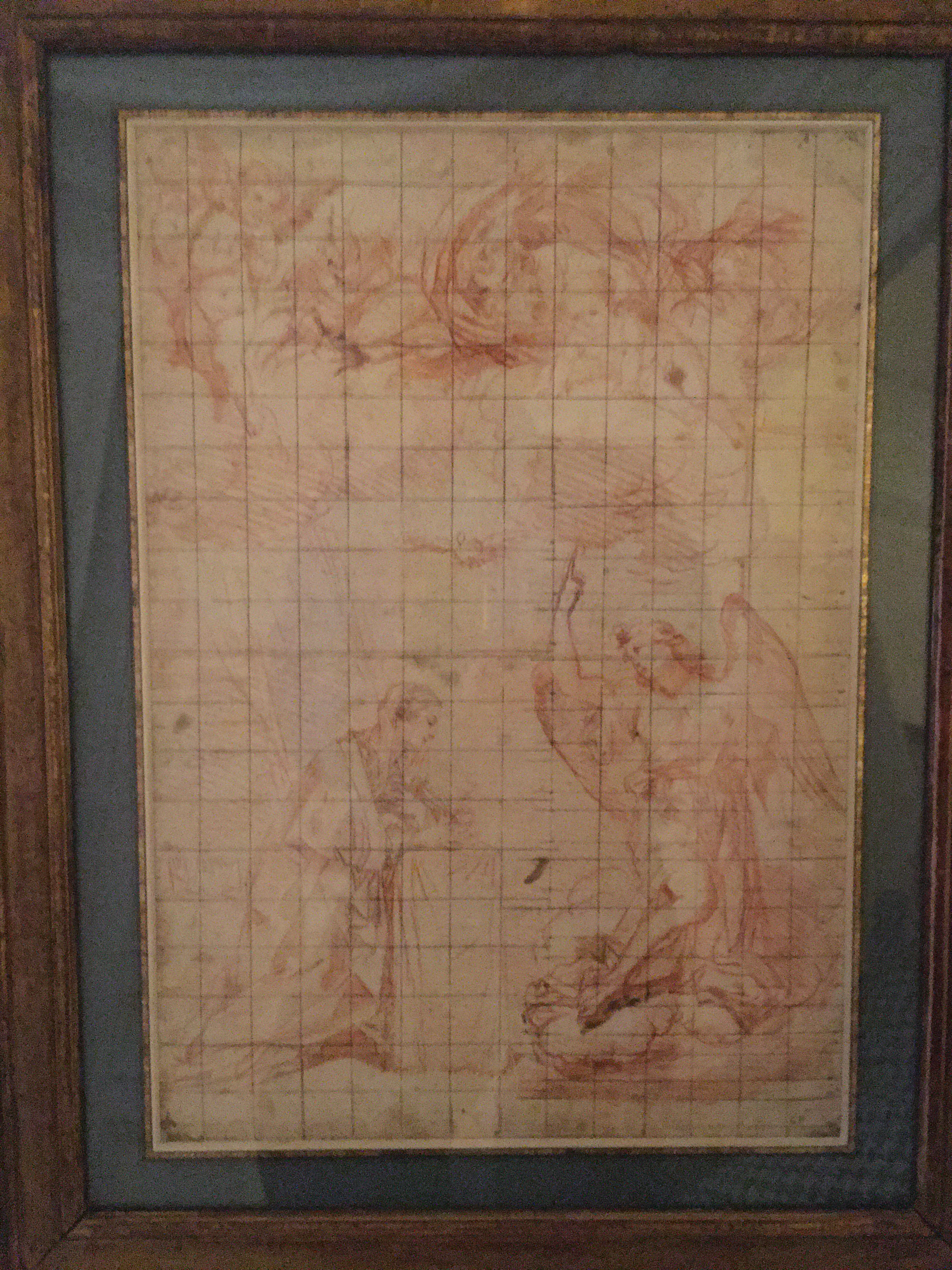
Dessin preparatoire du tableau l'annonciation - collection particulière

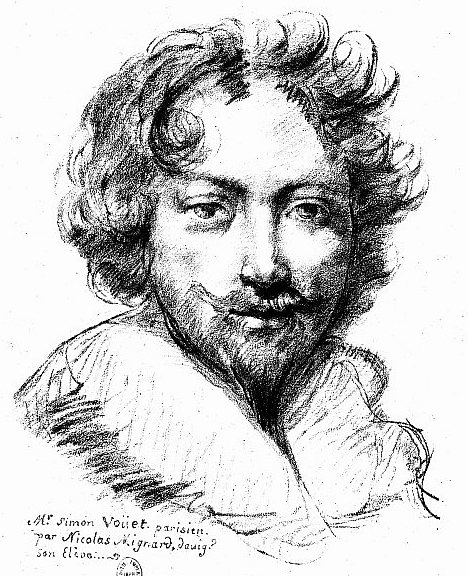
Portrait de Simon Vouet (1590-1649).

Il peint de nombreux portraits, dont ceux du roi, de la reine, et de la plupart des seigneurs de la cour.
- Samuel Bernard (château de Chenonceau)
- Molière
- Simon Vouet[43].

Travaux décoratifs pour l'appartement bas du roi au château des Tuileries.
- Apollon et les Quatre Saisons[2].
- Apollon et Python[2].
- Apollon et Midas[2].
- Apollon et les Trois Muses[2].